# Ulla-Britt Hagström
Gerd Ulla-Britt Hagström, född Johansson 16 juni 1945 i Åkers församling i Jönköpings län, är en svensk politiker (fram till 2005 kristdemokrat, från 2006 folkpartist). Hagström var under sex år ordförande i Kristdemokratiska Kvinnoförbundet och satt även i riksdagen för Kristdemokraterna 1998–2002.

## Biografi
Ulla-Britt Hagström har en magisterexamen i pedagogik. Hon har arbetat som lärare på grundskolan i Landskrona, Bara och i Skövde sedan 1969.
Ulla-Britt Hagström har varit ledamot av kommunfullmäktige i Skövde sedan 1997. Hon har varit ordförande i Utbildningsnämnden. Sedan år 2010 deltar Hagström i Liberalernas ledning i Skaraborg som vice ordförande. 1997–2002 var Hagström ledamot av regeringens Jämställdhetsråd. Hon har också varit ledamot av parlamentariska kommittéer som Handikapputredning, Lokal-demokratikommitté, Arbetsmarknadspolitisk kommitté, Kommunal utjämningsutredning, Allbo-kommittén och Gymnasiekommitté 2000. Hon har också erfarenhet av ledamotskap i Svenska Kommunförbundets Utbildningsberedning 1992–1995  samt kommunernas roll i vårdsektorn 1993–1994 och vidare Lantmäteriets styrelse 2003–2008.
Om den politiska vardagen berättar Ulla-Britt Hagström i boken 30-åriga kriget för jämställdhet – vägen från kristdemokraterna till folkpartiet.
Som fritidssysselsättning leder Hagström Motormännens Lokalklubb Skaraborg med satsning på infrastruktur, miljöfrågor, trafiksäkerhet och trafiknykterhet.